# 丸山勝三
丸山 勝三（まるやま かつみ、1943年2月 - 2020年12月）は、島根県安来市出身の洋画家。武蔵野美術大学卒業。

## 来歴
- 1943年 - 島根県安来市に生まれる
- 1965年 - 武蔵野美術大学を卒業（首席）、抽象画家の山口長男に師事[2]
- 1966～1969年 - メキシコ・アメリカに滞在、メキシコ市にて個展
- 1972～1974年 - スペインに滞在・制作
- 1982年 - 三越（新宿）個展
- 1983～1984年 - メキシコに滞在・制作
- 1985年 - 三越（大阪）個展
- 1994年 - パリに再取材
- 1995年 - 三越（札幌）個展
- 1998年 - スペインに5度目の取材
- 1998年 - ジェームズ・タレルとその仲間たち展（角画廊）
- 2000年 - 三越（大阪）個展7回、「JADA」展に招待出品[3]、ガテマラにマヤ族を取材[4]
- 2004年 - 三越（日本橋）個展
- 2005年 - 江津市今井美術館にて自選展
- 2005年 - 画廊ビュッフェファイヴで個展
- 2006年 - 三越（福岡）個展
- 2007年 - 高島屋（なんば）個展、三越（福岡）2回個展
- 2010年 - 一畑百貨店（松江）20回個展、東京コパンダールギャラリー（東京）個展
- 2011年 - 高島屋（米子）20回個展
- 2016年 - そごう（神戸）個展
- 2018年 - 丸山勝三・柚美展（画家であることを生き続ける夫婦展）（高島屋（米子））
- 2019年 - 丸山勝三・柚美展（独自の美の道を歩み続ける夫婦展）（高島屋（米子））

## 代表作品
- 「闘牛」
- 「サハラ」
- 「黒い教会／白い教会」
- 「花」
- 「花少女」
- 「レクイエム」

## 著作
- 「で・こらそん」（富士書店、1989年10月）
- 「続 で・こらそん」（富士書店、1996年11月）

## 関連人物
- 山口長男[5]
- 宮内勝典[5]
- 山尾三省[5]
- ジェームズ・タレル[6]